# チェイサー (川﨑麻世のアルバム)
『チェイサー』は、1980年12月5日に発売された川﨑麻世の5枚目のスタジオ・アルバム。規格品番：27AH-1119。

## 概要
2022年10月時点で未CD化。

## 収録曲

### Side A
1. LETTER
作詞：篠塚満由美／作曲：佐藤健／編曲：大浜和史
2. ブルー・スプリング
作詞：岡田冨美子／作曲・編曲：鈴木邦彦
3. 恋の一方通行
作詞：岡田冨美子／作曲：網倉一也／編曲：田辺信一
4. クリスタル・ムーン,クリスタル・ウェイ
作詞：篠塚満由美／作曲：亀井登志夫／編曲：大浜和史
5. ミュージック・ミュージック
日本語詞：小林和子／作曲：Jacques Morali／編曲：田辺信一

### Side B
1. CHASER
作詞：小林和子／作曲：佐瀬寿一／編曲：大谷和夫
2. さすらいの英雄
作詞：麻生香太郎／作曲：芳野藤丸／編曲：松井忠重
3. タイト・ラブ
作詞：岡田冨美子／作曲：鈴木邦彦／編曲：大谷和夫
4. オアシス
作詞：篠塚満由美／作曲：筒美京平／編曲：大谷和夫
5. サンセット
作詞：小林和子／作曲：佐瀬寿一／編曲：井上鑑